# Heterops robusta
Heterops robusta är en skalbaggsart som beskrevs av Mont A. Cazier och Lacey 1952. Heterops robusta ingår i släktet Heterops och familjen långhorningar.
Artens utbredningsområde är Bahamas. Inga underarter finns listade i Catalogue of Life.